# Black, Red, Yellow
«Black, Red, Yellow» es una canción del grupo de rock Pearl Jam, grabada durante las sesiones de su cuarto álbum No Code. Apareció por vez primera como Lado B del sencillo "Hail, Hail" y posteriormente en su recopilación de rarezas "Lost Dogs". Dicha versión es un poco más larga que la versión del sencillo.
La canción, después del concierto del grupo realizado el 24 de noviembre de 1996 en Lisboa, Portugal, permanecería sin ser interpretada por nueve años. Reaparecería el 29 de agosto de 2005 en un concierto en apoyo del político Jon Tester. Como dato curioso el entrenador de baloncesto Phil Jackson se encontraba en el público del concierto. 
En 2016 fue interpretada en Wrigley Field e incluida en el álbum en vivo Let´s Play Two (grabado durante este show) lanzado en 2017.

## Significado de la letra
«Black, Red, Yellow» es una oda al jugador de baloncesto Dennis Rodman, quien es amigo personal de Vedder. Rodman jugaba con los Chicago Bulls en el tiempo en que la canción fue escrita. A la mitad de la canción puede escucharse un mensaje de la contestadora telefónica de Rodman.